# Wodowrati
Wodowrati (mac. Водоврати) – wieś w centralnej Macedonii Północnej, terytorialnie i administracyjnie należąca do gminy Gradsko. Według stanu na 2002 rok jej liczebność wynosiła 379 mieszkańców.

położenie wsi na mapie gminy

Według danych ze spisu powszechnego przeprowadzonego w 2002 roku, wieś Wodowrati zamieszkiwało 379 osób deklarujących następującą narodowość: 
- Boszniacy – 192 (50,66%)
- Romowie – 79 (20,84%)
- Macedończycy – 60 (15,83%)
- Turcy – 16 (4,22%)
- Albańczycy – 13 (3,43%)
- Serbowie – 4 (1,06%)
- Inni – 15 (3,96%)